# Ulf Lindström
Denna artikel handlar musikern Ulf Lindström. För författaren med samma namn, se Ulf Lindström (författare). För fysikern med samma namn, se Ulf Lindström (fysiker).
Ulf Lindström, född Ulf Peter Lindström 10 mars 1966 i Uppsala, är en svensk kompositör, sångtextförfattare och musiker. Han bildar tillsammans med Johan Ekhé producent- och låtskrivarteamet GHOST, som bland annat producerat och skrivit låtar åt artister som Robyn, Jennifer Brown, Darin, Agnes, Orup, Laura Pausini och Beverly Knight.